# Tristania
Tristania je norská symphonic/gothic metalová kapela založená v roce 1996. Kapela se rozpadla v září 2022.

## Styl
Kapela kombinuje ve své tvorbě velké množství stylů – dají se zde najít prvky blackmetalové, gothic a doom metalu, operního zpěvu a death metalu. Ve své hudbě využívá také mnoho nemetalových nástrojů, například různé flétny, smyčcové nástroje, varhany, klavír nebo xylofon, ale i různé druhy zpěvu (operní ženské zpěvy, čisté mužské, black- a deathmetalové vokály a sborové zpěvy).
Jejich styl se album od alba znatelně vyvíjí – v současné době v podstatě udávají směr metalu s gothic prvky.

## Historie
Kapelu Tristania založili v roce 1996 dva bývalí členové Uzi Suicide, Morten Veland a Einar Moen, spolu s Kennethem Olssonem. Krátce před natočením demo snímku v roce 1997 se skupina rozrostla o Vibeke Stene, Anderse Hidle a Rune Osterhuse. O rok později vydali své první album, Widow's Weeds.
V roce 1999 vydali své legendární album Beyond the Veil. Po práci na tomto albu pro vnitřní neshody odešel lídr kapely Morten Veland a založil skupinu Sirenia.
V roce 2001 vydala kapela své třetí album World of Glass, na kterém do jejich tvorby přibylo více chórů a elektronických prvků. Na tomto albu se podílelo i mnoho dalších interpretů, jako jsou Anathema, Tiamat, The Sins of Thy Beloved, Trail of Tears, Haggard, Solefald, Darkwell, Cradle of Filth, Theatre of Tragedy, Elusive, Lacrimosa, Blindfolded, Zeromancer a další. Ke kapele se také připojili další členové, Østen Bergøy a Kjetil Ingebrethsen.
Jejich album Ashes, vydané v roce 2005, se nese v duchu zjednodušení. Zmizely velkolepé chóry, zpěv je zjednodušen a atmosféra desky působí lehčím dojmem. Přesto album sklidilo nemalé úspěchy a posunulo styl uskupení zase trochu jinam, což se ostatně u Tristanie děje nestále – album od alba je změna jednoduše rozpoznatelná.

## Členové
- Mariangela "Mary" Demurtas – ženský zpěv (2007–)
- Kjetil Nordhus – čistý zpěv (2009–)
- Anders Hoyvik Hidle – kytara a harsh zpěv (1996–)
- Tarald Lie Jr. – bicí (2010–)
- Gyri Smordal Losnegaard – kytara (2009–)
- Ole Vistnes – baskytara, zpěv (2008–)
- Einar Moen – klávesy/synthetizace a programování (1996–)

## Bývalí členové
- Vibeke Stene – ženský zpěv (1996–2007)
- Kjetil Ingebrethsen – deathový zpěv (2002–2006)
- Østen Bergøy – čisté zpěvy (2001–2010)
- Rune Østerhus – basa (1996–2009)
- Kenneth Olsson – bicí (1996–2010)
- Svein Terje Solvang – kytara (2005–2008)
- Morten Veland (Do alba Beyond the Veil) – zpěv a kytara (1996–2000)

## Diskografie

### Demo
- Tristania  (1997)

### SP
Angina (1999)

### Kompilace
Midwintertears (2005)

### Studiová alba
- Widow's Weeds (1998)
- Beyond the Veil (1999)
- World of Glass (2001)
- Ashes (2005)
- Illumination (2007)
- Rubicon (2010)
- Darkest White (2013)